# Andrew Birkin
Andrew Timothy Birkin, född 19 mars 1945 i Chelsea, London, är en brittisk manusförfattare, skådespelare och filmregissör.

## Utmärkelser
Birkin har bland annat vunnit Silverbjörnen för bästa regi 1993 för The Cement Garden.

## Filmografi i urval
- 1966 – Råttfångaren från Hameln (manus)
- 1978 – Tjuven i Bagdad (manus)
- 1981 – De sju knivarna - Omen III (manus)
- 1982 – Sredni Vashtar (manus och regi)
- 1985 – Kung David (manus)
- 1986 – Rosens namn (manus och roll)
- 1988 – Kung-fu master! (roll)
- 1992 – Saltstänk på huden (regi)
- 1993 – The Cement Garden (manus och regi)
- 1999 – Jeanne d'Arc (manus och roll)
- 2006 – Parfymen: Berättelsen om en mördare (manus)